# Уопака (округ)
Округ Уопака (англ. Waupaca County) располагается в штате Висконсин, США. Официально образован в 1851 году. По состоянию на 2010 год, численность населения составляла 52 410 человек.

## География
По данным Бюро переписи США, общая площадь округа равняется 1981,352 км2, из которых 1937,322 км2 суша и 44,030 км2 или 2,300 % это водоёмы.

## Население
По данным переписи населения 2000 года в округе проживает 51 731 жителей в составе 19 863 домашних хозяйств и 13 884 семей. Плотность населения составляет 27,00 человек на км2. На территории округа насчитывается 22 508 жилых строений, при плотности застройки около 12,00-ти строений на км2. Расовый состав населения: белые — 97,93 %, афроамериканцы — 0,17 %, коренные американцы (индейцы) — 0,42 %, азиаты — 0,27 %, гавайцы — 0,01 %, представители других рас — 0,54 %, представители двух или более рас — 0,66 %. Испаноязычные составляли 1,38 % населения независимо от расы.
В составе 32,60 % из общего числа домашних хозяйств проживают дети в возрасте до 18 лет, 58,40 % домашних хозяйств представляют собой супружеские пары проживающие вместе, 7,40 % домашних хозяйств представляют собой одиноких женщин без супруга, 30,10 % домашних хозяйств не имеют отношения к семьям, 25,20 % домашних хозяйств состоят из одного человека, 11,70 % домашних хозяйств состоят из престарелых (65 лет и старше), проживающих в одиночестве. Средний размер домашнего хозяйства составляет 2,51 человека, и средний размер семьи 3,01 человека.
Возрастной состав округа: 25,70 % моложе 18 лет, 7,10 % от 18 до 24, 27,80 % от 25 до 44, 22,70 % от 45 до 64 и 16,70 % от 65 и старше. Средний возраст жителя округа 38 лет. На каждые 100 женщин приходится 100,30 мужчин. На каждые 100 женщин старше 18 лет приходится 98,40 мужчин.